# Banco alimentar

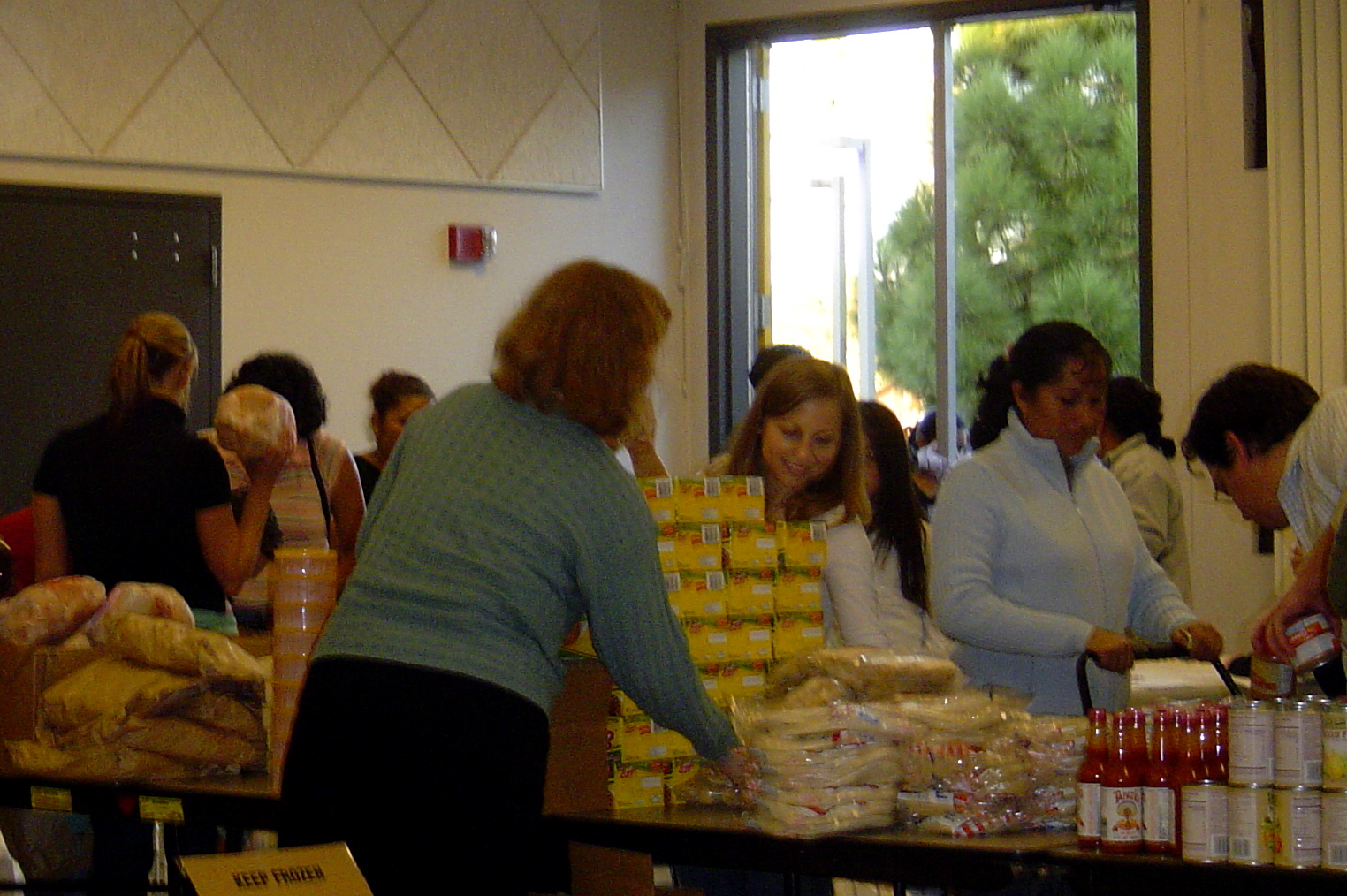
Voluntários em ação de organização de alimentos doados no banco alimentar Feeding America, nos Estados Unidos

Os bancos alimentares ou bancos de alimentos são organizações sem fins lucrativos baseadas no voluntariado e que têm como objetivo a angariação de donativos de bens alimentares e a recuperação de excedentes alimentares da sociedade para os redistribuir entre pessoas necessitadas, evitando qualquer desperdício ou mau uso
Os bancos alimentares operam em sociedades desenvolvidas e despertam o espírito solidário e difundem os valores humanos e culturais necessários para ajudar a mitigar a cruel contradição que se manifesta na existência de excedentes alimentares e as bolsas de pobreza e marginalização existentes.
Os bancos alimentares não entregam comida diretamente às pessoas necessitadas mas sim a instituições caritativas e de ajuda social oficialmente reconhecidas, e que têm um contacto mais próximo com os cidadãos necessitados.
Os bancos alimentares são entidades reconhecidas oficialmente. 
No caso de Portugal, diversas instituições beneficiam das ofertas dirigidas ao Banco Alimentar Contra a Fome, que organiza regularmente ações de recolha de alimentos junto da população e junto de produtores, comerciantes e armazenistas de bens alimentares. A Federação Europeia de Bancos Alimentares (FEBA) tem sede em Paris.
No caso do Brasil, o Banco de Alimentos foi fundado em 1988 e atua, além da recolha de alimentos, através de ações educativas e profiláticas voltadas às comunidades atendidas e incentiva a ação certa para o fim da cultura do desperdício e para a promoção da cidadania consciente.